# UTC−4:40
UTC-4:40 — позначення для відмінних від UTC часових зон на — 4 години 40 хвилин. Іноді також вживається поняття «часовий пояс UTC-4:40». Такий час використовувався в Домініканській Республіці з 1 січня 1890 до 1 квітня 1933, після чого був змінений на UTC-5. Більше таке зміщення часу від UTC ніде не використовувалося.

## Використання
Зараз не використовується

## Історія використання
Час UTC-4:40 використовувався:

### Як стандартний час
- Домініканська Республіка (1890—1933)

### Як літній час
Ніде не використовувався